# Monsures
Monsures  ist eine französische Gemeinde mit 217 Einwohnern (Stand 1. Januar 2022) im Département Somme in der Region Hauts-de-France. Sie gehört zum Arrondissement Amiens und zum Kanton Ailly-sur-Noye.

## Bevölkerungsentwicklung
| Jahr      | 1962 | 1968 | 1975 | 1982 | 1990 | 1999 | 2009 |
| Einwohner | 217  | 230  | 197  | 152  | 162  | 203  | 245  |

## Sehenswürdigkeiten
- Haupttor der Burg (9. Jahrhundert) mit Türmen aus dem 15. Jahrhundert
- Kirche Saint-Léger (1127 erwähnt)
- Kapelle Notre-Dame du Bon Secours im Ortsteil l’Estocq (16. Jahrhundert)
- Kapelle Notre-Dame des Victoires (1858)

## Persönlichkeiten
- Louis Léger Boyeldieu (1774–1815), kaiserlicher Divisionsgeneral, geboren und gestorben in Monsures